# Захсенхаузен (Тирингија)
Захсенхаузен (њем. Sachsenhausen) општина је у њемачкој савезној држави Тирингија. Једно је од 75 општинских средишта округа Вајмарер Ланд. Према процјени из 2010. у општини је живјело 376 становника. Посједује регионалну шифру (AGS) 16071082.

## Географски и демографски подаци
Захсенхаузен се налази у савезној држави Тирингија у округу Вајмарер Ланд. Општина се налази на надморској висини од 250 метара. Површина општине износи 4,8 km². У самом мјесту је, према процјени из 2010. године, живјело 376 становника. Просјечна густина становништва износи 78 становника/km².